# Verceia
Verceia é uma comuna italiana da região da Lombardia, província de Sondrio, com cerca de 1.116 habitantes. Estende-se por uma área de 11 quilômetros quadrados, tendo uma densidade populacional de 101 hab/km². Faz fronteira com Dubino, Novate Mezzola, Sorico (CO).

## Demografia
| Variação demográfica do município entre 1861 e 2011                               |
|                                                                                   |
| Fonte: Istituto Nazionale di Statistica (ISTAT) - Elaboração gráfica da Wikipedia |